# Aue Stagecoach Inn
Der Aue Stagecoach Inn ist ein Komplex aus drei Gebäuden, die im 19. Jahrhundert vom deutschen Immigranten Max Aue in Texas gebaut wurden. Er liegt an der Kreuzung von Boerne Stage Road und I-10, in Leon Springs im Bexar County. Die Gebäude wurden im August 1979 im National Register of Historic Places aufgenommen und sind ein Beispiel der traditionellen Architektur in Texas.

## Der Gebäudekomplex
Max Aue (* 1826 in Anhalt-Köthen) emigrierte 1852 nach Texas. Er kaufte ein Stück Land von John O. Meusebach und errichtete darauf im Laufe der Zeit drei Gebäude.

### Saltbox-Haus

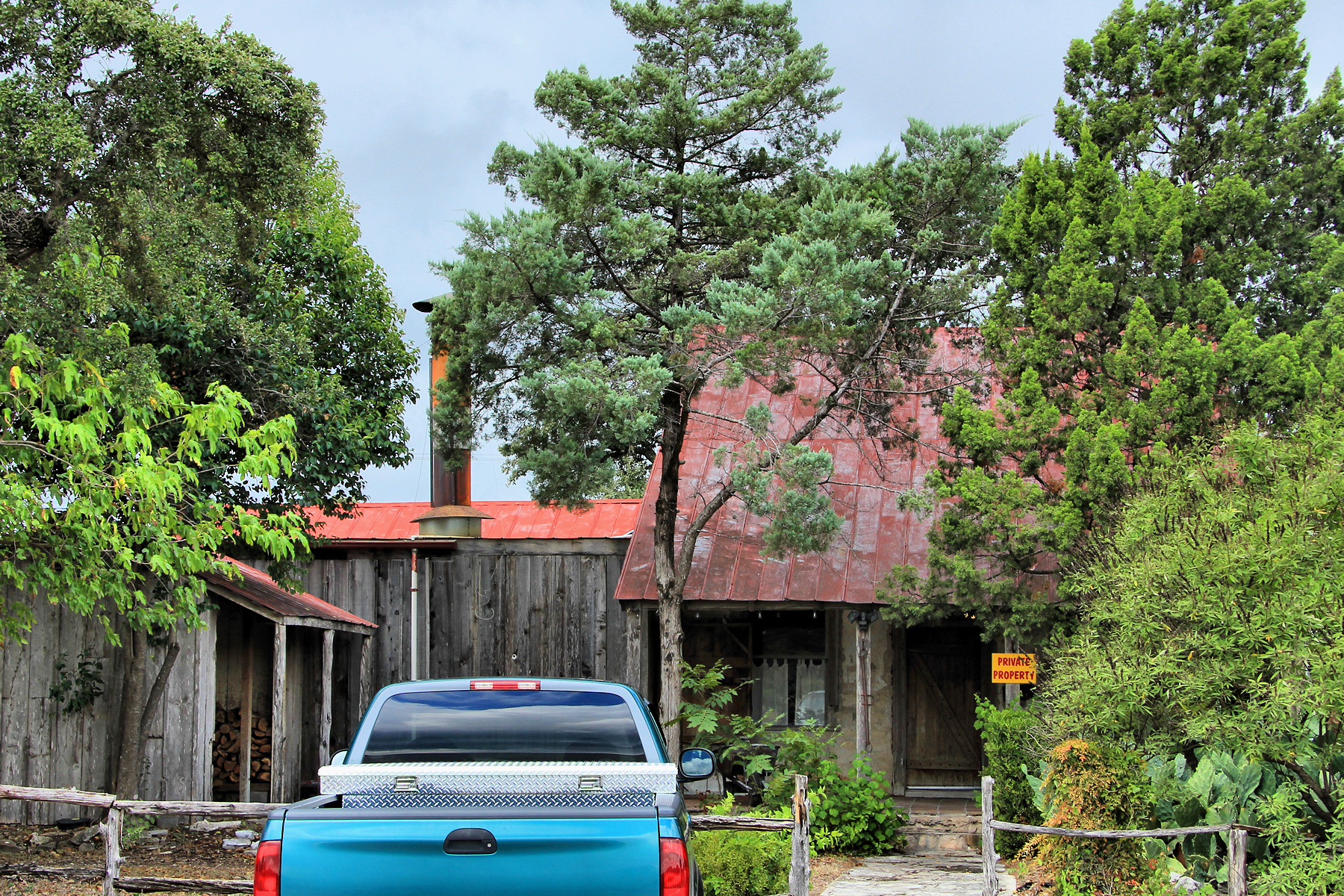
Saltbox-Haus von 1855

1855 errichtete Max Aue ein anderthalbstöckiges Saltbox-Haus aus gebrochenem Kalkstein. Im Erdgeschoss gab es einen Laden mit zwei Räumen. Eine Außentreppe führte in den darunterliegenden Keller. Eine Innentreppe führte ins Obergeschoss, in dem Aue wohnte. Das Gebäude lag an der Haltestelle der Postkutschenstrecke von San Antonio nach Boerne. In den 1970er Jahren wurde das Gebäude saniert und erweitert, um es als Restaurant zu nutzen.

### Dogtrot-Blockhaus

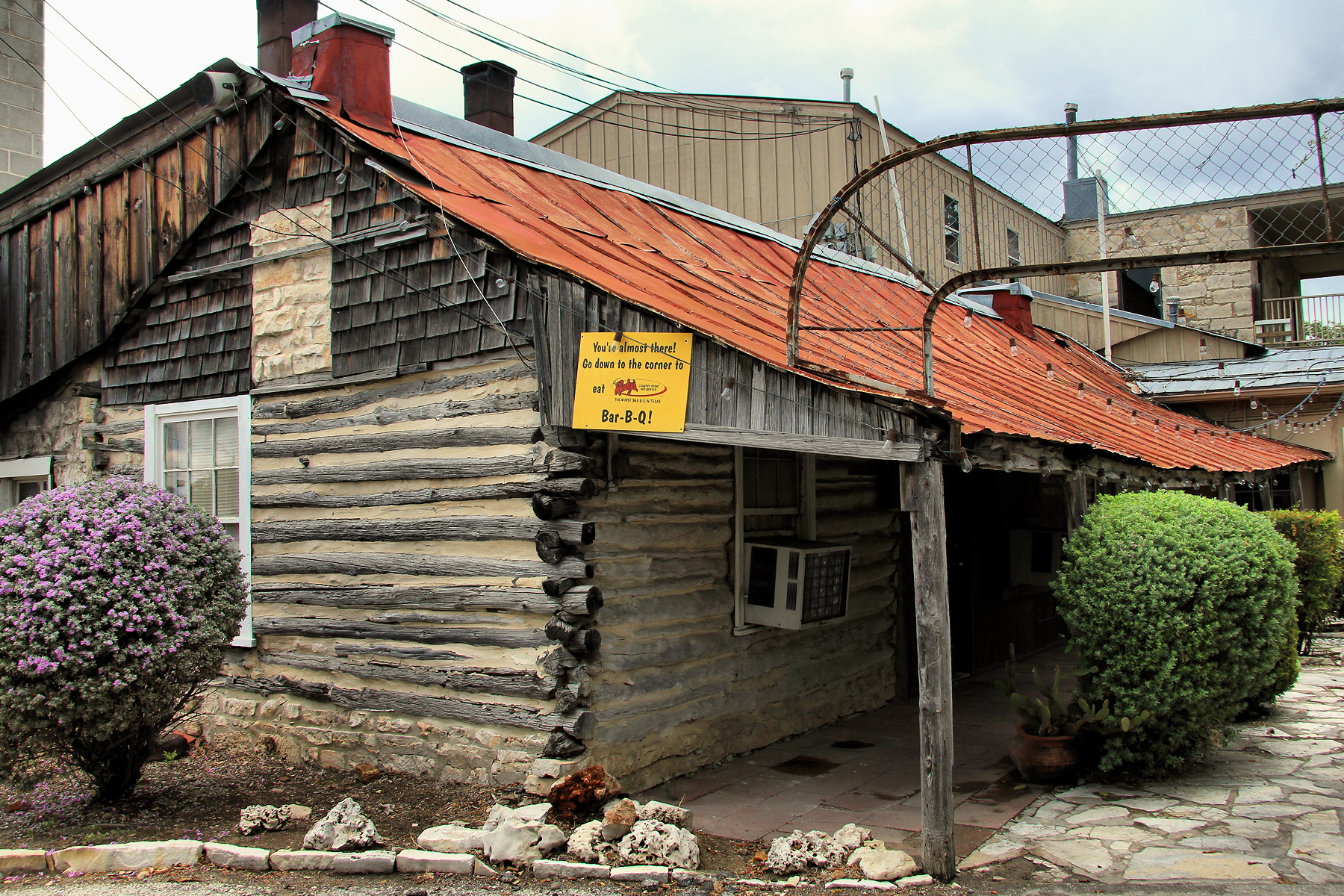
Dogtrot-Blockhaus von 1857

Als Max Aue im Februar 1857 Emma Topperwin heiratete, baute er ein zweigeteiltes, einstöckiges, verputztes Dogtrot-Blockhaus aus Zedernholz als neuen Familienwohnsitz. Als die Familie größer wurde, wurde das Blockhaus erweitert. Dieses Gebäude wurde 1968 im San-Antonio-Projekt des Historic American Buildings Survey aufgelistet. Das mit einem Lehmfußboden und zwei Kaminen ausgestattete Gebäude ist laut dieser Vermessung 8 × 17 Meter groß und besteht aus Stämmen mit 12 bis 18 Zentimetern Durchmesser.

### Greek-Revival-Hotel

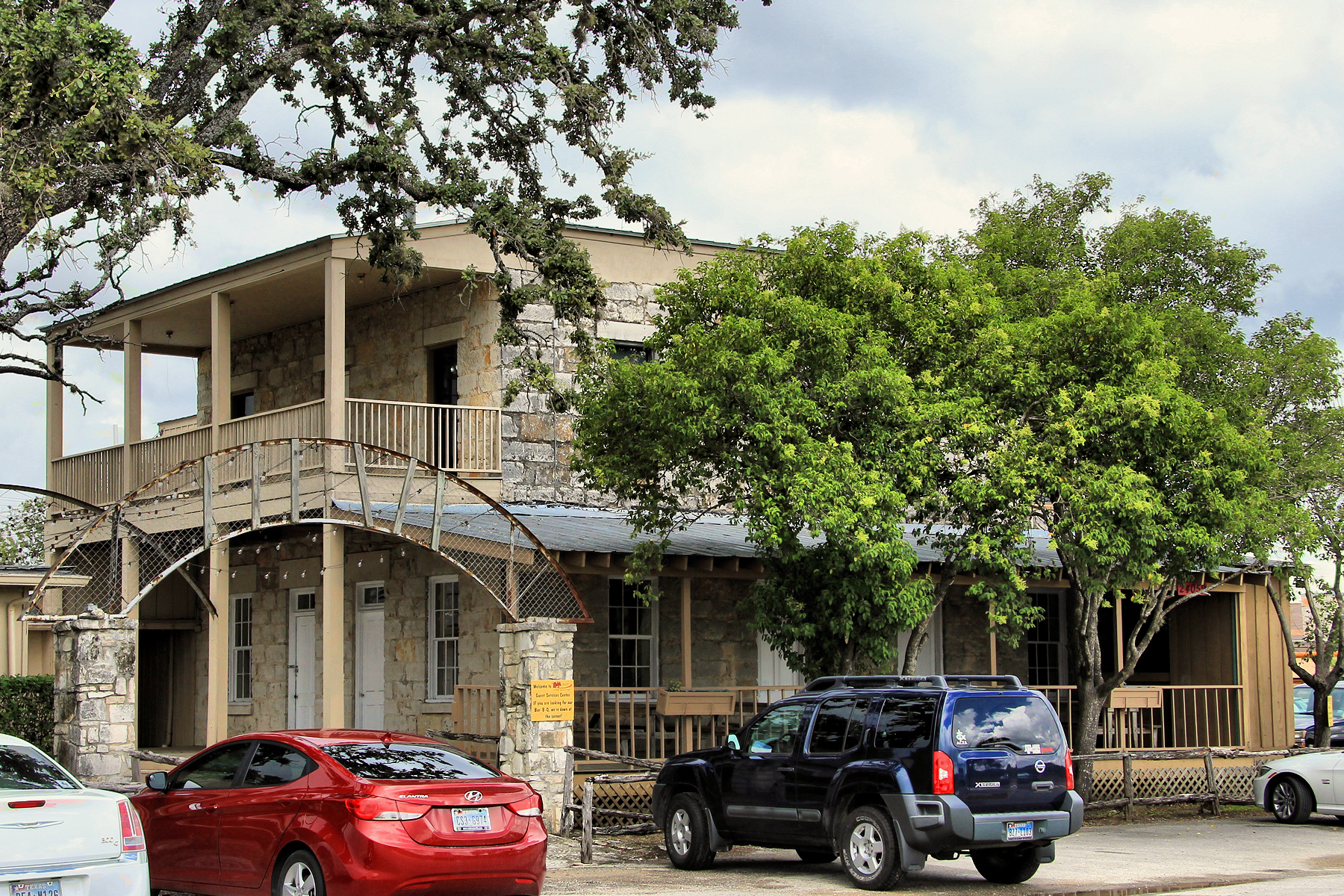
Greek-Revival-Hotel von 1878

Max Aue errichtete 1878 ein zweistöckiges Gebäude im Greek-Revival-Stil der Antebellum-Architektur. Es diente als Hotel für Reisende entlang der Stagecoach-Route. Anders als in dem ursprünglichen Saltbox-Haus, hatte dieses Gebäude die Wohnfläche für die Familie im Erdgeschoss. Die Gästezimmer waren im ersten Stock. Die zweistöckige Veranda war im viktorianischen Stil errichtet. Als 1886 die San Antonio and Aransas Pass Railway gebaut wurde, wurden die Schienen in einer Entfernung von nur 45 Meter vom Aue Hotel verlegt. Das Dogtrot-Blockhaus wurde später mit dem Erdgeschoss des Hotels verbunden.